# Puits Ricard
Pour les articles homonymes, voir Ricard (homonymie).
Le puits Ricard est un ancien charbonnage situé à La Grand-Combe dans le département du Gard, en région Occitanie. Le puits est creusé de 1932 à 1935 jusqu'à 801 mètres de profondeur. Le 2 décembre 1938, un incendie fait deux morts et détruit le chevalement qui est remplacé par un nouveau mi-béton mi-métallique. L’ingénieur responsable de sa réalisation, Charles Tournay y fait une chute mortelle. Le carreau ferme en 1978 et devient un musée qui fait l’objet d’une inscription au titre des monuments historiques le 14 mai 2008 avec le label « Patrimoine du XXe siècle » avant d'être restauré en 2010.

## Localisation
Le puits Ricard est situé au 51, rue des Poilus dans la vallée Ricard à La Grand-Combe dans le département du Gard, en région Occitanie.

## Histoire
L'exploitation minière débute au début du XIXe siècle sur le territoire de la commune qui est créée en 1846 grâce au développement de cette industrie. Le puits Ricard est creusé en 1932 et ouvre en 1935. Le 2 décembre 1938, un incendie prend dans le puits et détruit le chevalement métallique et fait deux victimes.
Un nouveau chevalement (l'actuel) est construit en 1939, il est composé d'un porte-à-faux en béton armé et d'un faux-carré métallique. Ce chevalement est l’œuvre d'un ingénieur liégeois, Charles Tournay qui fait une chute mortelle depuis le sommet du chevalement en visitant le chantier de construction. Les parties métalliques (faux-carré, équipement de sécurité, molettes et toitures) sont réalisées par l’entreprise Derobert. L'axe des molettes est situé à 25,60 mètres de haut, ces dernières ont un diamètre de 6 mètres.
Lors de la grande grève des mineurs de 1948, des affrontements ont lieu entre grévistes qui occupent le puits Ricard avec un piquet de grève, et la compagnie républicaine de sécurité (CRS) no 161, de Marseille. Le matin du 21 octobre, le carreau de mine est expulsé sur ordre du ministre socialiste Jules Moch. L'après-midi, une importante manifestation de mineurs pour la réoccupation du puits a lieu. Les affrontements sont extrêmement violents, et les manifestants débordent les CRS qui sont submergés et battus par les mineurs. Refluant, ils sautent ou sont jetés du haut d'un mur de 6 (ou 10) mètres de haut. 14 CRS sont gravement blessés, 56 plus légèrement. Aucun coup de feu n'est tiré ce jour-là, et on ne connaît pas le bilan des blessés chez les mineurs. Les grévistes occupant le puits Ricard seront finalement évacués à l'aide de blindés,.
L'exploitation cesse en 1978, mais les bâtiments sont conservés pour devenir un musée. Le site désaffecté est inscrit au titre des monuments historiques le 14 mai 2008 avec le label « Patrimoine du XXe siècle ». Les bâtiments sont restaurés lors d'un chantier en 2010. Le chevalement bénéficie d'un éclairage nocturne à partir de septembre 2012.

## Description
Le classement comprend le chevalement, le puits de mine, la machine d'extraction, le musée du mineur, les bains-douches (salle des pendus) et les annexes.

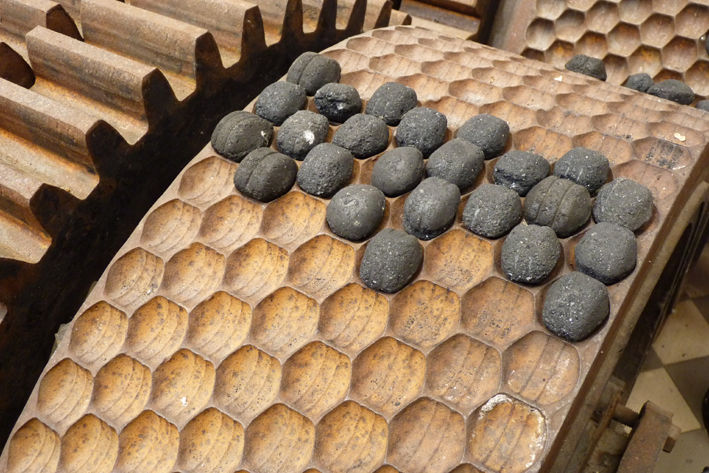
Une presse à Boulets.
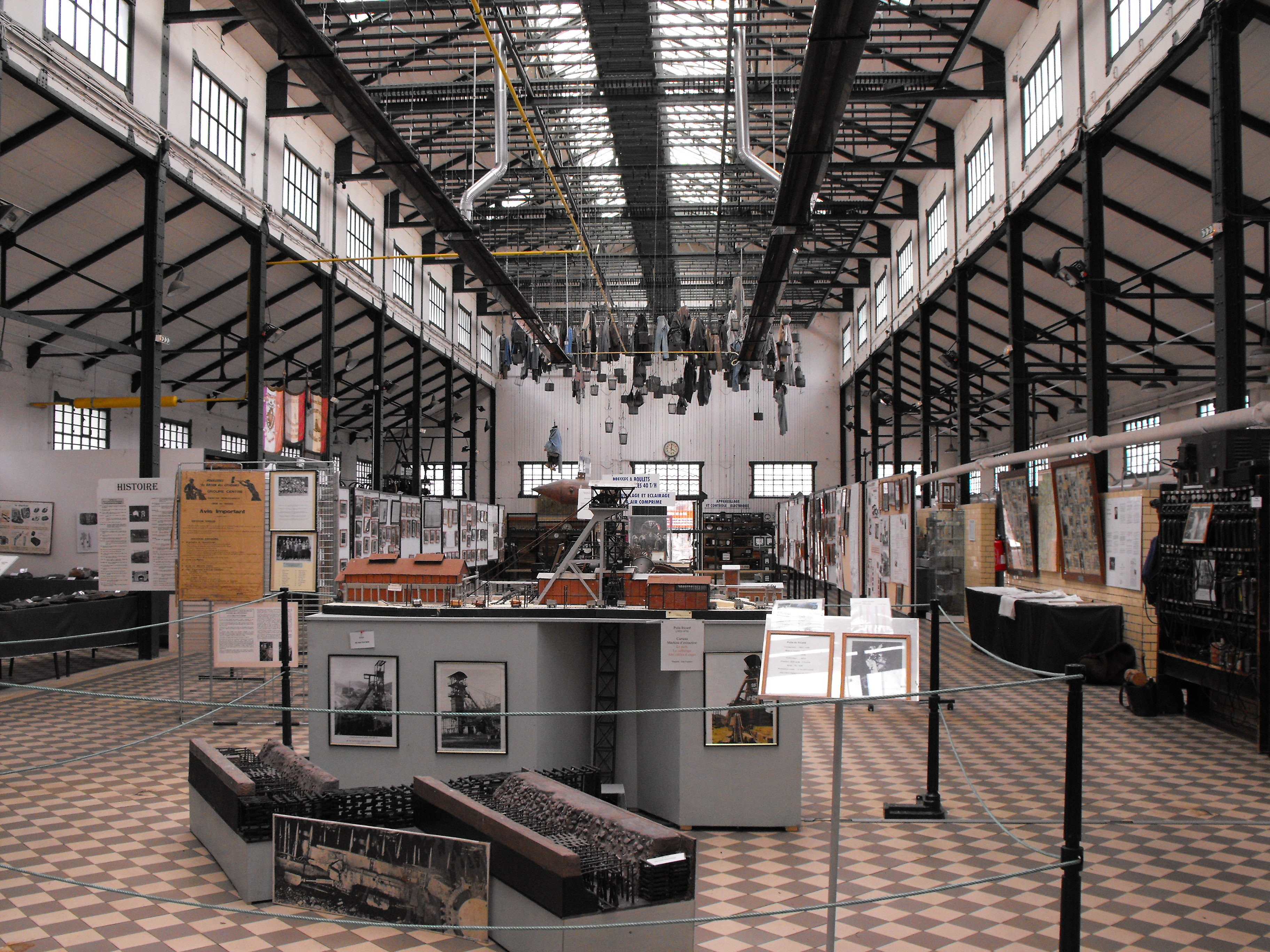
La salle des pendus.
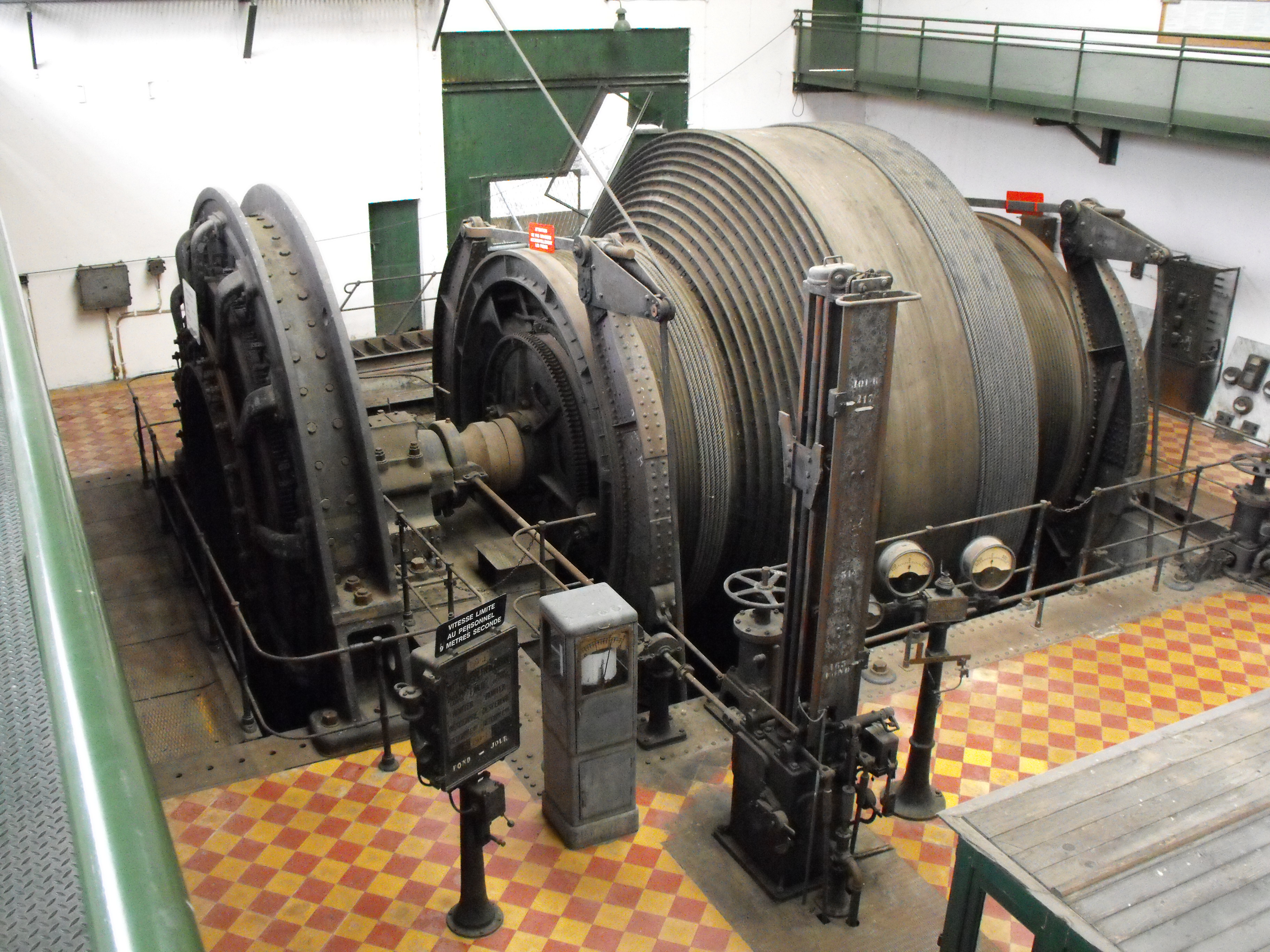
La machine d'extraction.